# Gina Conti
Gina Marie Conti (Grove City, 17 luglio 1999) è una cestista statunitense naturalizzata italiana.